# 永宗大橋106台多重衝突事故
永宗大橋106台多重衝突事故 (ヨンジョンおおはし106だいたじゅうしょうとつじこ) は、2015年 (平成27年) 2月11日午前9時45分頃、大韓民国仁川広域市中区の仁川国際空港高速道路ソウル方面永宗大橋上部道路3.8キロ地点で発生した交通事故である。 車両106台が絡む事故となり、13億2,000万ウォンの財産被害を出した。 同事故により3名が死亡、129名が重軽傷を負った。

## 事故の経緯
2015年 (平成27年) 2月11日午前9時45分頃、大韓民国仁川広域市中区の仁川国際空港高速道路ソウル方面永宗大橋上部道路3.8キロ地点で、第2車線を走行していた58歳男性が運転する大型観光バスが前走していた普通乗用車に追突した。この衝突を発端に、車両106台が絡む多重衝突事故が発生する。